# Portulacaria
Portulacaria ist eine Pflanzengattung der Familie der Didiereaceae innerhalb der Ordnung der Nelkenartigen (Caryophyllales).

## Beschreibung
Die Pflanzen wachsen als immergrüne und kahle Halbsträucher oder kleine Bäume und werden bis 4 Meter hoch. Sie bilden eine glatte, sich abschälende Rinde aus. An den in Segmente gegliederten Trieben sind ganzrandige und sukkulente Blätter kreuzgegenständig angeordnet. 
An den endständigen Blütenständen werden sehr viele kleine, zwitterige Blüten ausgebildet. Sie sind gestielt und stehen zu 1 bis 10 Stück in Büscheln. Es werden zwei Kelchblätter gebildet. Die 4 bis 5 Kronblätter sind kapuzenartig geformt. Die Blüte enthält 5 bis 10 Staubblätter, die Pollen sind tricolpat. Der oberständige Fruchtknoten ist dreikantig und besteht aus 3 Fruchtblättern mit einer Samenanlage. Die dreiflügeligen Früchte sind trocken und öffnen sich nicht.
Die Chromosomenzahl ist 22.

## Verbreitung
Die Arten der Gattung sind im südlichen Afrika verbreitet.

## Systematik
Die Gattung wurde 1787 durch Nikolaus Joseph von Jacquin aufgestellt. Die Typart der Gattung ist Portulacaria afra Jacq.
Die Gattung enthält nur zwei Arten. 
- Portulacaria afra Jacq.: Sie ist in Mosambik, Eswatini und den östlichen südafrikanischen Provinzen Ostkap, KwaZulu-Natal, Mpumalanga sowie Limpopo verbreitet.
- Portulacaria armiana Van Jaarsv.: Sie gedeiht nur auf Granitgestein in Namibia und der südafrikanischen Provinz Nordkap.

Neuerdings werden aber auch die fünf Arten aus der Gattung Ceraria H.Pearson & Stephens hierhergestellt:
- Portulacaria carrissoana (Exell & Mendonça) Bruyns & Klak (Syn.: Ceraria carrissoana Exell & Mendonça)
- Portulacaria fruticulosa (H.Pearson & Stephens) Bruyns & Klak (Syn.: Ceraria fruticulosa H.Pearson & Stephens)
- Portulacaria longipedunculata (Merxm. & Podlech) Bruyns & Klak (Syn.: Ceraria longipedunculata Merxm. & Podlech)
- Portulacaria namaquensis Sond. (Syn.: Ceraria namaquensis (Sond.) H.Pearson & Stephens)
- Portulacaria pygmaea Pillans (Syn.: Ceraria pygmaea (Pillans) G.D.Rowley)